# Chepo FC
Chepo FC – panamski klub piłkarski z siedzibą w mieście Chepo, w prowincji Panama, działający w latach 1999–2016.

## Osiągnięcia
- Liga Panameña

| zwycięstwo (0):     | –                  |
| drugie miejsce (2): | 2012 (C), 2012 (A) |

- Copa Panamá

| zwycięstwo (0):     | –    |
| drugie miejsce (1): | 2015 |

## Historia
Klub został założony w 1999 roku pod nazwą Proyecto 2000. Od samego początku był nastawiony na pracę z młodzieżą. Kilka miesięcy później przystąpił do regionalnych rozgrywek Liga Distritorial, już jako Chepo FC. W latach 2003–2006 występował w drugiej lidze panamskiej, zaś w 2006 roku wywalczył historyczny awans do najwyższej klasy rozgrywkowej, pokonując w finale Pan de Azúcar (2:1). W Liga Panameña klub zadebiutował 25 lutego 2007, przegrywając z Tauro (0:2).
Największe sukcesy klub osiągnął kilka lat po awansie, kiedy w sezonach Clausura 2012 i Apertura 2012 dwa razy z rzędu wywalczył wicemistrzostwo Panamy. Podstawowymi graczami drużyny trenera Mike’a Stumpa byli wówczas m.in. Aníbal Godoy i José Calderón. W maju 2016 właściciel klubu Peter Johnson zadecydował o wycofaniu klubu z rozgrywek ligowych ze względu na problemy ekonomiczne. Został zastąpiony w lidze panamskiej przez Atlético Veragüense.

## Reprezentanci kraju grający w klubie
- Román Torres
- Gabriel Torres
- Aníbal Godoy
- Carlos Rodríguez[1].